# Antônio de Almeida Moraes Junior
Antônio de Almeida Moraes Junior (* 26. Juni 1904 in Sapucaí-Mirim, Minas Gerais, Brasilien; † 12. November 1984) war Erzbischof von Niterói.

## Leben
Antônio de Almeida Moraes Junior empfing am 2. Oktober 1927 das Sakrament der Priesterweihe.
Am 29. September 1948 ernannte ihn Papst Pius XII. zum Bischof von Montes Claros. Der Apostolische Nuntius in Brasilien, Erzbischof Carlo Chiarlo, spendete ihm am 12. Dezember desselben Jahres die Bischofsweihe; Mitkonsekratoren waren der Bischof von Campinas, Paulo de Tarso Campos, und der Bischof von Taubaté, Francisco do Borja Pereira do Amaral. Die Amtseinführung erfolgte am 31. Januar 1949.
Papst Pius XII. ernannte ihn am 17. November 1951 zum Erzbischof von Olinda e Recife. Die Amtseinführung fand am 19. März 1952 statt. Am 23. April 1960 bestellte ihn Papst Johannes XXIII. zum Erzbischof von Niterói. Die Amtseinführung erfolgte am 21. August desselben Jahres.
Papst Johannes Paul II. nahm am 19. April 1979 das von Antônio de Almeida Moraes Junior vorgebrachte Rücktrittsgesuch an.
Antônio de Almeida Moraes Junior nahm an der ersten, zweiten und vierten Sitzungsperiode des Zweiten Vatikanischen Konzils teil.